# میلیسنت سیموندز
میلیسنت سیموندز (انگلیسی: Millicent Simmonds؛ زادهٔ ۶ مارس ۲۰۰۳) هنرپیشه ناشنوای اهل آمریکا است.
از فیلم‌ها یا برنامه‌های تلویزیونی که وی در آن نقش داشته‌است می‌توان به یک مکان ساکت اشاره کرد.